# Ан-112
Ан-112 (Ан-112-КС) — остановленный проект топливозаправщика, разработанный совместно с компанией US Aerospace Inc. для участия в конкурсе самолётов данного типа для ВВС США.

## История
В 2010 в США завершился приём заявок на участие в тендере ВВС США на создание и поставку самолётов-заправщиков нового поколения. Побороться за 35-50 миллиардов долларов решили три компании: Boeing, EADS и Антонов. Со стороны украинского авиаконцерна предлагались варианты на базе Ан-112, Ан-122 и Ан-124, однако на конкурс отправлен только первый. ВВС США отклонили это предложение, апелляция была также отклонена — и в результате конкурс был выигран проектом Boeing KC-46. Представители украинского авиаконцерна признали своё поражение в тендере.

### Технические и лётные характеристики
Ан-112КС являет собой адаптированную версию военно-транспортного самолёта короткого взлёта и посадки Ан-70 с удлинённым крылом и реактивными двигателями американского производства вместо турбовентиляторных. Оснащение авиадвигателями украинского производства Д-18Т было отброшено на стадии подачи заявки на тендер. Согласно предложению, Ан-112КС сможет доставлять до 55 тонн горючего на расстояние 900 километров или 15 тонн на расстояние 4500 километров. Дозаправку самолётов в воздухе Ан-112КС будет производить с помощью трёх шлангов (два на крыле и один в фюзеляже).